# براندون ريد
براندون ريد هو لاعب هوكي الجليد كندي، ولد في 9 مارس 1981 في مونتريال في كندا.

## وصلات خارجية
- براندون ريد على موقع دوري الهوكي الوطني (الإنجليزية)
- براندون ريد على موقع EliteProspects.com (الإنجليزية)
- براندون ريد على موقع Eurohockey.com (الإنجليزية)
- براندون ريد على موقع HockeyDB.com (الإنجليزية)
- براندون ريد على موقع Hockey-Reference.com (الإنجليزية)